# Petar Zanev
Petar Dimitrov Zanev (Bulgaars: Петър Димитров Занев) (Blagoëvgrad, 18 oktober 1985) is een Bulgaars voormalig voetballer die doorgaans speelde als linksback. Tussen 2004 en 2023 was hij actief voor Pirin Blagoëvgrad, Litex Lovetsj, Celta de Vigo, Racing Ferrol, Volyn Loetsk, Amkar Perm, Jenisej Krasnojarsk, CSKA Sofia en opnieuw Pirin Blagoëvgrad. Zanev maakte in 2006 zijn debuut in het Bulgaars voetbalelftal en kwam uiteindelijk tot zesenveertig interlandoptredens.

## Clubcarrière
Zanev speelde in 2004 voor Pirin Blagoëvgrad en na twaalf wedstrijden in het eerste elftal van die club verkaste hij naar Litex Lovetsj. Op 17 juni 2007 werd hij de eerste nieuwe aanwinst van Celta de Vigo, waar hij op huurbasis aangetrokken werd door Christo Stoitsjkov, die hem tevens als bondscoach had laten debuteren. Hij kwam echter weinig in actie en na een half jaar werd hij verhuurd aan Racing Ferrol. Het seizoen erna keerde hij terug bij Litex, waar de verdediger steeds meer speeltijd kreeg. Na meer dan honderd competitieduels tekende hij voor drie jaar bij Volyn Loetsk in Oekraïne.
Een jaar later vertrok hij naar Rusland, waar hij voor drie jaar tekende bij Amkar Perm. Aan het einde van het seizoen 2016/17 werd zijn verbintenis verlengd tot medio 2020. Een jaar later verliet hij Amkar alsnog, toen hij ging spelen voor Jenisej Krasnojarsk. In april 2019 gingen Jenisej en Zanev uit elkaar. In de daarop volgende zomer werd CSKA Sofia zijn nieuwe club. Medio 2021 keerde de vleugelverdediger terug bij Pirin Blagoëvgrad. In januari 2023 zette Zanev op zevenendertigjarige leeftijd een punt achter zijn actieve loopbaan.

## Interlandcarrière
Zijn debuut in het Bulgaars voetbalelftal maakte Zanev op 15 november 2006, toen met 3–1 gewonnen werd van Slowakije. Van bondscoach Christo Stoitsjkov mocht de verdediger in de basis beginnen en hij speelde het gehele duel mee.
| Interlands van Petar Zanev voor Bulgarije | Interlands van Petar Zanev voor Bulgarije | Interlands van Petar Zanev voor Bulgarije | Interlands van Petar Zanev voor Bulgarije | Interlands van Petar Zanev voor Bulgarije | Interlands van Petar Zanev voor Bulgarije |
| №                                         | Datum                                     | Wedstrijd                                 | Uitslag                                   | Competitie                                | Goals                                     |
| Als speler bij Litex Lovetsj              | Als speler bij Litex Lovetsj              | Als speler bij Litex Lovetsj              | Als speler bij Litex Lovetsj              | Als speler bij Litex Lovetsj              | Als speler bij Litex Lovetsj              |
| ----------------------------------------- | ----------------------------------------- | ----------------------------------------- | ----------------------------------------- | ----------------------------------------- | ----------------------------------------- |
| 1                                         | 15 november 2006                          | Slowakije – Bulgarije                     | 3 – 1                                     | Vriendschappelijk                         |                                           |
| 2                                         | 6 februari 2007                           | Bulgarije – Letland                       | 2 – 0                                     | Vriendschappelijk                         |                                           |
| 3                                         | 7 februari 2007                           | Cyprus – Bulgarije                        | 0 – 3                                     | Vriendschappelijk                         |                                           |
| Als speler bij Celta de Vigo              |                                           |                                           |                                           |                                           |                                           |
| 4                                         | 22 augustus 2007                          | Bulgarije – Wales                         | 0 – 1                                     | Vriendschappelijk                         |                                           |
| 5                                         | 12 september 2007                         | Bulgarije – Luxemburg                     | 3 – 0                                     | EK 2008 kwalificatie                      |                                           |
| 6                                         | 17 november 2007                          | Bulgarije – Roemenië                      | 1 – 0                                     | EK 2008 kwalificatie                      |                                           |
| Als speler bij Racing Ferrol              |                                           |                                           |                                           |                                           |                                           |
| 7                                         | 6 februari 2008                           | Noord-Ierland – Bulgarije                 | 0 – 1                                     | Vriendschappelijk                         |                                           |
| Als speler bij Litex Lovetsj              |                                           |                                           |                                           |                                           |                                           |
| 8                                         | 8 oktober 2010                            | Wales – Bulgarije                         | 0 – 1                                     | EK 2012 kwalificatie                      |                                           |
| 9                                         | 12 oktober 2010                           | Saoedi-Arabië – Bulgarije                 | 0 – 2                                     | Vriendschappelijk                         |                                           |
| 10                                        | 17 november 2010                          | Bulgarije – Servië                        | 0 – 1                                     | Vriendschappelijk                         |                                           |
| 11                                        | 26 maart 2011                             | Bulgarije – Zwitserland                   | 0 – 0                                     | EK 2012 kwalificatie                      |                                           |
| 12                                        | 29 maart 2011                             | Cyprus – Bulgarije                        | 0 – 1                                     | Vriendschappelijk                         |                                           |
| 13                                        | 4 juni 2011                               | Montenegro – Bulgarije                    | 1 – 1                                     | EK 2012 kwalificatie                      |                                           |
| 14                                        | 10 augustus 2011                          | Wit-Rusland – Bulgarije                   | 1 – 0                                     | Vriendschappelijk                         |                                           |
| 15                                        | 2 september 2011                          | Bulgarije – Engeland                      | 0 – 3                                     | EK 2012 kwalificatie                      |                                           |
| 16                                        | 6 september 2011                          | Zwitserland – Bulgarije                   | 3 – 1                                     | EK 2012 kwalificatie                      |                                           |
| 17                                        | 11 oktober 2011                           | Bulgarije – Wales                         | 0 – 1                                     | EK 2012 kwalificatie                      |                                           |
| 18                                        | 29 februari 2012                          | Hongarije – Bulgarije                     | 1 – 1                                     | Vriendschappelijk                         |                                           |
| 19                                        | 29 mei 2012                               | Bulgarije – Turkije                       | 0 – 2                                     | Vriendschappelijk                         |                                           |
| Als speler bij Volyn Loetsk               |                                           |                                           |                                           |                                           |                                           |
| 20                                        | 16 oktober 2012                           | Tsjechië – Bulgarije                      | 0 – 0                                     | WK 2014 kwalificatie                      |                                           |
| 21                                        | 14 november 2012                          | Bulgarije – Oekraïne                      | 0 – 1                                     | Vriendschappelijk                         |                                           |
| Als speler bij Amkar Perm                 |                                           |                                           |                                           |                                           |                                           |
| 22                                        | 14 augustus 2013                          | Macedonië – Bulgarije                     | 2 – 0                                     | Vriendschappelijk                         |                                           |
| 23                                        | 11 oktober 2013                           | Armenië – Bulgarije                       | 2 – 1                                     | WK 2014 kwalificatie                      |                                           |
| 24                                        | 15 oktober 2013                           | Bulgarije – Tsjechië                      | 0 – 1                                     | WK 2014 kwalificatie                      |                                           |
| 25                                        | 10 oktober 2014                           | Bulgarije – Kroatië                       | 0 – 1                                     | EK 2016 kwalificatie                      |                                           |
| 26                                        | 8 juni 2015                               | Turkije – Bulgarije                       | 4 – 0                                     | Vriendschappelijk                         |                                           |
| 27                                        | 13 november 2016                          | Bulgarije – Wit-Rusland                   | 1 – 0                                     | WK 2018 kwalificatie                      |                                           |
| 28                                        | 25 maart 2017                             | Bulgarije – Nederland                     | 2 – 0                                     | WK 2018 kwalificatie                      |                                           |
| 29                                        | 9 juni 2017                               | Wit-Rusland – Bulgarije                   | 2 – 1                                     | WK 2018 kwalificatie                      |                                           |
| 30                                        | 31 augustus 2017                          | Bulgarije – Zweden                        | 3 – 2                                     | WK 2018 kwalificatie                      |                                           |
| 31                                        | 3 september 2017                          | Nederland – Bulgarije                     | 3 – 1                                     | WK 2018 kwalificatie                      |                                           |
| 32                                        | 7 oktober 2017                            | Bulgarije – Frankrijk                     | 0 – 1                                     | WK 2018 kwalificatie                      |                                           |
| 33                                        | 10 oktober 2017                           | Luxemburg – Bulgarije                     | 1 – 1                                     | WK 2018 kwalificatie                      |                                           |
| 34                                        | 23 maart 2018                             | Bulgarije – Bosnië en Herzegovina         | 0 – 1                                     | Vriendschappelijk                         |                                           |
| Als speler bij Jenisej Krasnojarsk        |                                           |                                           |                                           |                                           |                                           |
| 35                                        | 13 oktober 2018                           | Bulgarije – Cyprus                        | 2 – 1                                     | Nations League 2018/19                    |                                           |
| 36                                        | 16 oktober 2018                           | Noorwegen – Bulgarije                     | 1 – 0                                     | Nations League 2018/19                    |                                           |
| 37                                        | 19 november 2018                          | Bulgarije – Slovenië                      | 1 – 1                                     | Nations League 2018/19                    |                                           |
| 38                                        | 22 maart 2019                             | Bulgarije – Montenegro                    | 1 – 1                                     | EK 2020 kwalificatie                      |                                           |
| 39                                        | 25 maart 2019                             | Kosovo – Bulgarije                        | 1 – 1                                     | EK 2020 kwalificatie                      |                                           |
| Als speler bij CSKA Sofia                 |                                           |                                           |                                           |                                           |                                           |
| 40                                        | 11 oktober 2019                           | Montenegro – Bulgarije                    | 0 – 0                                     | EK 2020 kwalificatie                      |                                           |
| 41                                        | 14 oktober 2019                           | Bulgarije – Engeland                      | 0 – 6                                     | EK 2020 kwalificatie                      |                                           |
| 42                                        | 17 november 2019                          | Bulgarije – Tsjechië                      | 1 – 0                                     | EK 2020 kwalificatie                      |                                           |
| 43                                        | 26 februari 2020                          | Bulgarije – Wit-Rusland                   | 0 – 1                                     | Vriendschappelijk                         |                                           |
| 44                                        | 3 september 2020                          | Bulgarije – Ierland                       | 1 – 1                                     | Nations League 2020/21                    |                                           |
| 45                                        | 25 maart 2021                             | Bulgarije – Zwitserland                   | 1 – 3                                     | WK 2022 kwalificatie                      |                                           |
| 46                                        | 31 maart 2021                             | Noord-Ierland – Bulgarije                 | 0 – 0                                     | WK 2022 kwalificatie                      |                                           |

## Erelijst
| Competitie    |               |                  |               |               |
| Competitie    | Aantal        | Jaren            |               |               |
| Litex Lovetsj | Litex Lovetsj | Litex Lovetsj    | Litex Lovetsj | Litex Lovetsj |
| ------------- | ------------- | ---------------- | ------------- | ------------- |
| Parva Liga    | 2             | 2009/10, 2010/11 |               |               |
| Beker         | 1             | 2008/09          |               |               |
| Supercup      | 1             | 2010/11          |               |               |
| CSKA Sofia    |               |                  |               |               |
| Beker         | 1             | 2020/21          |               |               |